# Gran Occidente de Francia
El Gran Occidente de Francia era una liga antisemita y antimasona francesa fundada por el periodista Jules Guérin en 1899. 

## Historia
Este movimiento es continuación de la Liga Antisemita Francesa fundada por Édouard Drumont. Tras pelearse con este último, Jules Guérin presidirá la asociación con el nuevo nombre de Gran Occidente de Francia y funda su propio diario L'Antijuif para competir con La Libre parole.
El Gran Occidente se implicó en la lucha contra Dreyfus y contra la francmasonería de la que denunciará implicaciones y supuestas conspiraciones durante la Tercera República Francesa. Por otra parte, el propio nombre de la liga está escogido como oposición al Gran Oriente de Francia, principal logia masona francesa.
En 1899, Guérin se ve implicado en un intento frustrado de golpe de Estado con algunos monárquicos y algunos miembros de la Liga de la Patria Francesa. Consigue escapar y se atrinchera junto a doce de sus cómplices durante mes y medio en la sede del Gran Occidente de Francia y de L'Antijuif (en sus locales de la rue Chabrol). Este acontecimiento es conocido por "Fort Chabrol", y tuvo un importante eco mediático en la época.
En 1900, Jules Guérin es condenado a 10 años de cárcel. La pena le será conmutada por el destierro. Varios militantes de extrema derecha como Xavier Vallat y Henry Coston se considerarán herederos del Gran Occidente de Francia. Heredero del antimasonismo y del antisemitismo de Guérin, Lucien Pemjean fundará a fines de los años 1930 un efímero diario llamado el Grand Occident.